# Municipio de New Auburn
El municipio de New Auburn (en inglés: New Auburn Township) es un municipio ubicado en el condado de Sibley en el estado estadounidense de Minnesota. En el año 2010 tenía una población de 418 habitantes y una densidad poblacional de 4,54 personas por km².

## Geografía
El municipio de New Auburn se encuentra ubicado en las coordenadas 44°40′16″N 94°11′22″O / 44.67111, -94.18944. Según la Oficina del Censo de los Estados Unidos, el municipio tiene una superficie total de 92,07 km², de la cual 83,15 km² corresponden a tierra firme y (9,69 %) 8,92 km² es agua.

## Demografía
Según el censo de 2010, había 418 personas residiendo en el municipio de New Auburn. La densidad de población era de 4,54 hab./km². De los 418 habitantes, el municipio estaba compuesto por el 97,13 % blancos, el 0,24 % eran amerindios, el 0,96 % eran asiáticos y el 1,67 % eran de una mezcla de razas. Del total de la población el 0,24 % eran hispanos o latinos de cualquier raza.